# 펠리차노
펠리차노(피에몬테어로는 플리산)는 이탈리아 피에몬테주의 알레산드리아도에 있는 코무네이다. 토리노에서 남동쪽으로 약 60 킬로미터 (37 mi), 알레산드리아에서 서쪽으로 약 15 킬로미터 (9 mi) 떨어진 곳에 위치한다. 2004년 12월 31일 기준으로 인구는 2,405명이며 면적은 25.2 제곱킬로미터 (9.7 mi2)이다.
펠리차노는 다음 코무네와 접한다: 알타빌라 몬페라토, 푸비네, 마시오, 오빌리오, 쿠아르녠토, 쿠아토르디오, 솔레로 (알레산드리아현), 비아리지.

## 인구 변화
a001
b001